# Mimudea iospora
Mimudea iospora là một loài bướm đêm trong họ Crambidae.